# Lista de cônjuges de chefes de Estado atuais
Esta é uma lista de cônjuges de chefes de Estado que estão no poder atualmente. Historicamente, o cônjuge do chefe de Estado ou líder de uma nação têm sido denominado primeira-dama (sendo do sexo feminino) e primeiro-cavalheiro (do sexo masculino). Isto ocorre com mais frequência nos regimes republicanos enquanto nas monarquias, o cônjuge do monarca é referido geralmente como consorte real. Por outro lado, nas monarquias o cônjuge do monarca soberano costuma ser referido por títulos nobiliárquicos específicos de cada nação, destacando sua condição elevada no pariato daquele determinado reino.

## Estados reconhecidos pelas Nações Unidas
| Estado                 | Cônjuge                                       | Chefe de Estado                               |
| ---------------------- | --------------------------------------------- | --------------------------------------------- |
| África do Sul          | Primeira-dama Tshepo Motsepe                  | Presidente Cyril Ramaphosa                    |
| Albânia                | Armanda Begaj                                 | Presidente Bajram Begaj                       |
| Alemanha               | Elke Büdenbender                              | Presidente Frank-Walter Steinmeier            |
| Angola                 | Primeira-dama Ana Dias Lourenço               | Presidente João Lourenço                      |
| Argélia                | -                                             | Presidente Abdelmadjid Tebboune               |
| Argentina              | _                                             | Presidente Javier Milei                       |
| Armênia                | Primeira-dama Anahit Minasyan                 | Presidente Vahagn Khachaturyan                |
| Áustria                | Doris Schmidauer                              | Presidente Alexander Van der Bellen           |
| Azerbaijão             | Primeira-dama Mehriban Aliyeva                | Presidente Ilham Aliyev                       |
| Bahamas                | {Sabika bint Ibrahim Al Khalifa               | Rei Hamad bin Isa al-Khalifa                  |
| Bangladesh             | Primeira-dama Rebeka Sultana                  | Presidente Mohammad Shahabuddin               |
| Bélgica                | Rainha Consorte da Bélgica Matilde da Bélgica | Rei Filipe da Bélgica                         |
| Benim                  | Primeira-dama Claudine Gbènagnon Talon        | Presidente Patrice Talon                      |
| Bolívia                | Primeira-dama Lourdes Brigida Durán Romero    | Presidente Luis Arce                          |
| Botswana               | Primeira-dama Neo Masisi                      | Presidente Mokgweetsi Masisi                  |
| Brasil                 | Primeira-dama Rosângela da Silva              | Presidente Luiz Inácio Lula da Silva          |
| Brunei                 | Rainha Consorte de Brunei Anak Saleha         | Sultão Hassanal Bolkiah                       |
| Bulgária               | Primeira-dama Desislava Radeva                | Presidente Rumen Radev                        |
| Burquina Fasso         | -                                             | Presidente Ibrahim Traoré                     |
| Butão                  | Rainha Consorte do Butão Jetsun Pema          | Druk Gyalpo Jigme Khesar Namgyel Wangchuck    |
| Burundi                | Angelique Ndayubaha                           | Presidente Évariste Ndayishimiye              |
| Cabo Verde             | Primeira-dama Débora Katisa Carvalho          | Presidente José Maria Neves                   |
| Camarões               | Primeira-dama Chantal Biya                    | Presidente Paul Biya                          |
| Chade                  | -                                             | Presidente Mahamat Déby Itno                  |
| Chile                  | -                                             | Presidente Gabriel Boric                      |
| China                  | Peng Liyuan                                   | Presidente Xi Jinping                         |
| Chéquia                | Eva Pavlová                                   | Presidente Petr Pavel                         |
| Colômbia               | Primeira-dama Verónica Alcocer                | Presidente Gustavo Petro                      |
| Coreia do Norte        | Ri Sol-ju                                     | Líder Supremo Kim Jong-un                     |
| Coreia do Sul          | Primeira-dama Kim Kun-hee                     | Presidente Yoon Suk-yeol                      |
| Costa do Marfim        | Primeira-dama Dominique Ouattara              | Presidente Alassane Ouattara                  |
| Costa Rica             | Signe Zeicate                                 | Presidente Rodrigo Chaves                     |
| Croácia                | Sanja Musić Milanović                         | Presidente Zoran Milanovič                    |
| Chipre                 | Philippa Karsera                              | Presidente Nikos Christodoulides              |
| Cuba                   | Lis Cuesta                                    | Presidente Miguel Díaz-Canel                  |
| Dinamarca              | Rainha Consorte Maria da Dinamarca            | Rei Frederico X da Dinamarca                  |
| Djibuti                | Primeira-dama Kadra Mahamoud Haid             | Presidente Ismaïl Omar Guelleh                |
| Dominica               | -                                             | Presidente Sylvanie Burton                    |
| Egito                  | Primeira-dama Entissar Amer                   | Presidente Abdel Fattah el-Sisi               |
| Equador                | Primeira-dama Lavinia Valbonesi               | Presidente Daniel Noboa                       |
| El Salvador            | Gabriela Rodríguez de Bukele                  | Presidente Nayib Bukele                       |
| Emirados Árabes Unidos | Sheikha Salama bint Hamdan Al Nahyan          | Presidente Maomé bin Zayed Al Nahyan          |
| Estados Unidos         | Primeira-dama Melania Trump                   | Presidente Donald Trump                       |
| Eritreia               | Saba Haile                                    | Presidente Isaias Afewerki                    |
| Eslováquia             | -                                             | Presidente Peter Pellegrini                   |
| Eslovênia              | Mojca Prelesnik                               | Presidente Nataša Pirc Musar                  |
| Espanha                | Letícia da Espanha                            | Rei Filipe VI                                 |
| Estónia                | Sirje Karis Ver                               | Presidente Alar Karis                         |
| Finlândia              | Suzanne Innes-Stubb                           | Presidente Alexander Stubb                    |
| Filipinas              | Louise Cacho Araneta                          | Presidente Bongbong Marcos                    |
| Fiji                   | Filomena Dikumete-Katonivere                  | Presidente Wiliame Katonivere                 |
| França                 | Primeira-dama Brigitte Macron                 | Presidente Emmanuel Macron                    |
| Gâmbia                 | Fatoumatta Bah-Barrow                         | Presidente Adama Barrow                       |
| Gana                   | Rebecca Akufo-Addo                            | Presidente Nana Akufo-Addo                    |
| Grécia                 | Pavlos Kotsonis                               | Presidente Katerina Sakellaropoulou           |
| Guiné-Bissau           | Dinisia Reis Embaló                           | Presidente Umaro Sissoco Embaló               |
| Guiné                  | Lauriane Darboux-Doumbouya                    | Presidente Mamady Doumbouya                   |
| Guatemala              | Lucrécia Peinado                              | Presidente Bernardo Arévalo                   |
| Guiné Equatorial       | Constancia Mangue de Obiang                   | Presidente Teodoro Obiang Nguema Mbasogo      |
| Hungria                | Zsuzsanna Nagy                                | Presidente Tamás Sulyok                       |
| Índia                  | -                                             | Presidente Draupadi Murmu                     |
| Ilhas Marshall         | Tommy Kijiner                                 | Presidente Hilda Heine                        |
| Irlanda                | Sabina Coyne                                  | Presidente Michael D. Higgins                 |
| Israel                 | Michal Herzog                                 | Presidente Isaac Herzog                       |
| Islândia               | Björn Skúlason                                | Presidente Halla Tómasdóttir                  |
| Itália                 | –                                             | Presidente Sergio Mattarella                  |
| Japão                  | Imperatriz Masako                             | Imperador Naruhito                            |
| Jordânia               | Rainha Rania                                  | Rei Abdullah II                               |
| Lesoto                 | Masenate Mamohato Seeiso                      | Rei Letsie III                                |
| Líbano                 | Nehmat Nehmeh                                 | Presidente Joseph Aoun                        |
| Libéria                | Katumu Yatta                                  | Presidente Joseph Boakai                      |
| Luxemburgo             | Maria Teresa de Luxemburgo                    | Grão-Duque Henrique de Luxemburgo             |
| Marrocos               | Princesa Lalla Salma                          | Rei Maomé VI                                  |
| Malta                  | Anthony Spiteri                               | Presidente Myriam Spiteri Debono              |
| Mónaco                 | Charlene Wittstock                            | Príncipe Alberto II do Mônaco                 |
| Malawi                 | Monica Chakwera                               | Presidente Lazarus Chakwera                   |
| Myanmar                | Primeira-dama Khin Thet Htay                  | Presidente Myint Swe                          |
| Moçambique             | Primeira-dama Isaura Nyusi                    | Presidente Filipe Nyusi                       |
| Mónaco                 | Princesa Charlene                             | Príncipe Alberto II                           |
| Mongólia               | Bolortsetseg Krürelsükh                       | Presidente Ukhnaagiin Khürelsükh              |
| Montenegro             | Milena Milatović                              | Presidente Jakov Milatović                    |
| Mongólia               | Bolortsetseg Khürelsükh                       | Presidente Ukhnaagiin Khürelsükh              |
| Malásia                | Raja Zarith Sofiah                            | Yang di-Pertuan Agong Ibrahim Ismail de Johor |
| Macedônia do Norte     | Elizabeta Gjorgievska                         | Presidente Stevo Pendarovski                  |
| Maldivas               | Sajidha Mohamed                               | Presidente Mohamed Muizzu                     |
| Mauritânia             | Marieme Mint Mohamed Vadhel Ould Dah          | Presidente Mohamed Ould Ghazouani             |
| México                 | Jesús María Tarriba                           | Presidente Claudia Sheinbaum                  |
| Ilhas Maurícias        | Sayukta Roopun                                | Presidente Prithvirajsing Roopun              |
| Myanmar                | Khin Thet Htay                                | Presidente Myint Swe                          |
| Namíbia                | -                                             | Presidente Nangolo Mbumba                     |
| Nauru                  | _                                             | Presidente David Adeang                       |
| Nepal                  | –                                             | Presidente Ram Chandra Poudel                 |
| Nicarágua              | Rosario Murillo                               | Presidente Daniel Ortega                      |
| Nigéria                | Oluremi Tinubu                                | Presidente Bola Tinubu                        |
| Noruega                | Rainha Sônia                                  | Rei Haroldo V                                 |
| Nova Zelândia          | Camila do Reino Unido                         | Rei Carlos III                                |
| Omã                    | Ahad bint Abdullah bin Hamad Al-Busaidi Yah   | Sultão Haitham bin Tariq Al Said              |
| Países Baixos          | Rainha Máxima                                 | Rei Guilherme-Alexandre                       |
| Palau                  | _                                             | Presidente Surangel Whipps Jr.                |
| Palestina              | Amina Abbas                                   | Presidente Mahmoud Abbas                      |
| Panamá                 | Primeira-dama Marisel Cohen de Mulino         | Presidente José Raul Mulino                   |
| Papua-Nova Guiné       | Camila do Reino Unido                         | Rei Carlos III                                |
| Paraguai               | Primeira-dama Leticia Ocampos                 | Presidente Santiago Peña                      |
| Paquistão              | Presidente Asif Ali Zardari                   |                                               |
| Peru                   | _                                             | Presidente Dina Boluarte                      |
| Polónia                | Primeira-dama Agata Kornhauser-Duda           | Presidente Andrzej Duda                       |
| Portugal               | –                                             | Presidente Marcelo Rebelo de Sousa            |
| Quênia                 | Rachel Ruto                                   | Presidente William Ruto                       |
| Quirguistão            | Aigul Japarova                                | Presidente Sadyr Japarov                      |
| Reino Unido            | Camila do Reino Unido                         | Rei Carlos III                                |
| República Dominicana   | Raquel Arbaje                                 | Presidente Luis Abinader                      |
| Roménia                | Carmen Iohannis                               | Presidente Klaus Iohannis                     |
| Ruanda                 | Jeannette Kagame                              | Presidente Paul Kagame                        |
| Rússia                 | –                                             | Presidente Vladimir Putin                     |
| Samoa                  | Masiofo Faʻamausili Leinafo                   | O le Ao o le Malo Va'aletoa Sualauvi II       |
| Seicheles              | –                                             | Presidente Wavel Ramkalawan                   |
| Senegal                | Primeira-dama Absa Faye                       | Presidente Bassirou Diomaye Faye              |
| Sri Lanka              | Maitree Wickramasinghe                        | Presidente Ranil Wickremesinghe               |
| Serra Leoa             | Fatima Maada Bio                              | Presidente Julius Maada Bio                   |
| Sérvia                 | Tamara Đukanović                              | Presidente Aleksandar Vučić                   |
| Singapura              | Jane Yumiko Ittogi                            | Presidente Tharman Shanmugaratna              |
| Síria                  | Asma al-Assad                                 | Presidente Bashar Al-Assad                    |
| Suriname               | Melissa Seenacherry                           | Presidente Chan Santokhi                      |
| Suécia                 | Rainha Silvia                                 | Rei Carlos XVI Gustavo                        |
| Tailândia              | Rainha Suthida                                | Rei Maha Vajiralongkorn                       |
| Tajiquistão            | Azizmo Asadullayeva                           | Presidente Emomali Rahmon                     |
| Tanzânia               | Hafidh Ameir                                  | Presidente Samia Suluhu                       |
| Tonga                  | Nanasipauʻu Tukuʻaho                          | Rei Tupou VI                                  |
| Turquia                | Primeira-dama Emine Erdoğan                   | Presidente Recep Tayyip Erdoğan               |
| Ucrânia                | Olena Zelenska                                | Presidente Volodymyr Zelensky                 |
| Uganda                 | Janet Kainembabazi                            | Presidente Yoweri Museveni                    |
| Uruguai                | Primeira-dama Lorena Ponce de León            | Presidente Luis Lacalle Pou                   |
| Venezuela              | Primeira-dama Cilia Flores                    | Presidente Nicolás Maduro                     |
| Zâmbia                 | Mutinta Hichilema                             | Presidente Hakainde Hichilema                 |
| Zimbabwe               | Jayne Tongogara Auxillia Mnangagwa            | Presidente Emmerson Mnangagwa                 |